# Pie discepole del Divin Maestro

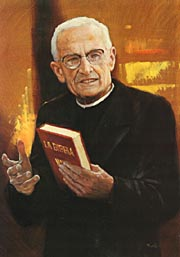
Giacomo Alberione

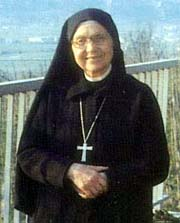
Scolastica Rivata

Le Pie Discepole del Divin Maestro (in latino Piae Discipulae Divini Magistri) sono un istituto religioso femminile di diritto pontificio: le suore di questa congregazione pospongono al loro nome la sigla P.D.D.M.

## Storia
L'istituto venne fondato ad Alba (Cuneo) dal sacerdote italiano Giacomo Alberione (1884-1971): dopo aver istituito il ramo maschile e quello femminile dei paolini, volle dare inizio a un ramo di religiose di vita contemplativa che supportasse con la preghiera (soprattutto mediante l'adorazione eucaristica) l'apostolato dei padri e delle suore.
Nel 1923 Alberione selezionò alcune suore paoline, tra cui Orsola Rivata (in religione madre Scolastica, cofondatrice della congregazione) e Metilde Gerlotto (suor Margherita), e il 10 febbraio 1924 (giorno della memoria liturgica di santa Scolastica), diede formalmente inizio alla congregazione delle Pie Discepole del Divin Maestro: le religiose ricevettero un abito di tipo monastico, azzurro, con scapolare bianco, rosario al fianco e soggolo.
Il 3 aprile 1947 Luigi Maria Grassi, vescovo di Alba, eresse canonicamente le Pie Discepole in congregazione di diritto diocesano, sancendo la loro separazione dalle Figlie di San Paolo: l'istituto ricevette il pontificio decreto di lode il 12 gennaio 1948 e le sue costituzioni vennero approvate definitivamente dalla Santa Sede il 30 agosto 1960.

## Attività e diffusione
Le Pie Discepole del Divin Maestro si dedicano alla preghiera contemplativa e collaborano all'apostolato sacerdotale e liturgico.
Sono presenti in Europa (Repubblica Ceca, Francia, Germania, Irlanda, Italia, Polonia, Portogallo, Spagna, Ucraina), nelle Americhe (Argentina, Brasile, Canada, Cile, Colombia, Ecuador, Messico, Stati Uniti d'America, Venezuela), in Africa (Burkina Faso, Repubblica del Congo, Repubblica Democratica del Congo), in Asia (Corea del Sud, Filippine, Giappone, Hong Kong, India, Palestina, Taiwan) e in Oceania (Nuova Zelanda, Australia); la sede generalizia è a Roma.
Al 31 dicembre 2005 l'istituto contava 1.469 religiose in 181 case.